# Lesoto en los Juegos Olímpicos de la Juventud 2018
Lesoto participó en los Juegos Olímpicos de la Juventud 2018 en Buenos Aires, Argentina, celebrados entre el 6 y el 18 de octubre de 2018. Su delegación estuvo conformada por dos atletas en una disciplina. No obtuvo medallas en las justas deportivas.

## Medallero
| Medalla       | Oro | Plata | Bronce | Total |
| ------------- | --- | ----- | ------ | ----- |
| Total oficial | 0   | 0     | 0      | 0     |

## Disciplinas

### Atletismo
Lesoto clasificó a dos atletas en esta disciplina.
Masculino
Eventos de Pista
| Atleta       | Evento       | Serie 1 | Serie 1 | Serie 2 | Serie 2 | Total  | Total  |
| Atleta       | Evento       | Tiempo  | Puesto  | Tiempo  | Puesto  | Puntos | Puesto |
| ------------ | ------------ | ------- | ------- | ------- | ------- | ------ | ------ |
| Tefo Khoahla | 1.500 Metros | 4:32.98 | 22      | 13:13   | 20      | 39     | 20     |

Femenino
Eventos de Pista
| Atleta                 | Evento       | Serie 1  | Serie 1 | Serie 2 | Serie 2 | Total  | Total  |
| Atleta                 | Evento       | Tiempo   | Puesto  | Tiempo  | Puesto  | Puntos | Puesto |
| ---------------------- | ------------ | -------- | ------- | ------- | ------- | ------ | ------ |
| Malineo Adelina Mofolo | 3.000 Metros | 11:07.40 | 20      | 15:44   | 18      | 38     | 18     |